# Вулиця Ґрунтова (Рівне)
Ву́лиця Ґрунтова — одна з вулиць міста Рівне; мікрорайон Тинне.
Вулиця пролягає на північ від вулиці Дубенської до вулиці Софіївської; прилягає до вулиці Калинової.
На вулиці розташований продуктовий магазин «Тиннівські ковбаси»; автомийка і автосервіс.